# سیارک ۱۰۲۰۹
سیارک ۱۰۲۰۹ (به انگلیسی: 10209 Izanaki، نامگذاری:1997QY1) ده هزار و دویست و نهمین سیارک کشف شده‌است که در ۲۴ اوت ۱۹۹۷ کشف شد.
قدر مطلق سیارک برابر ۱۴٫۲۰ است.